# An Zimmern
An Zimmern ist der Titel von zwei Gedichten Friedrich Hölderlins. Bei der Familie des Schreinermeisters Ernst Friedrich Zimmer (1772–1838) – mit dessen Frau Marie Elisabetha (1774–1849) und der Tochter Lotte (1813–1879) – wohnte Hölderlin im Tübinger Hölderlinturm von 1807 bis 1843, von seiner Entlassung aus dem Tübinger Klinikum als unheilbar bis zu seinem Tod. Beide Gedichte sind durch Abschriften Zimmers erhalten geblieben.

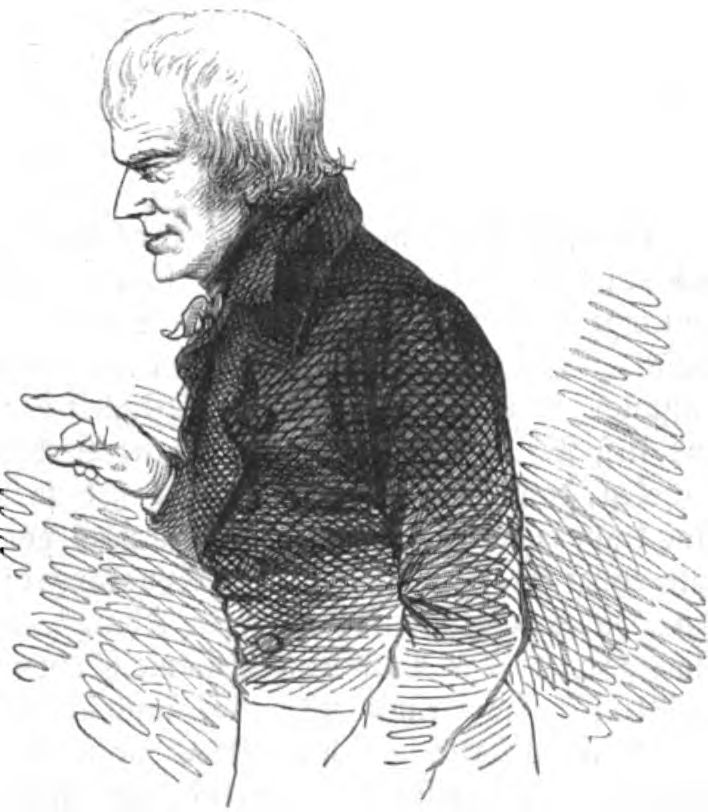
Hölderlin (um 1825) in Mörikes Aufsatz in der Freya 1863

- Das erste Gedicht, „Die Linien des Lebens sind verschieden ...“, schrieb Zimmer 1812 ohne Überschrift in einen Brief an Hölderlins Mutter Johanna Christiana geborene Heyn (1748–1828) in Nürtingen. Es wurde erstmals 1846 in den von Christoph Theodor Schwab (1821–1883) herausgegebenen Sämmtlichen Werken Hölderlins gedruckt, und zwar im zweiten Band in einer Abteilung „Gedichte aus der Zeit des Irrsinns“.[2]

- Das zweite Gedicht „Von einem Menschen sag ich, wenn der ist gut ...“ schrieb Zimmer um 1825 auf einen Zettel, auf dessen andere Seite Hölderlin eigenhändig seinen hymnischen Entwurf Was ist Gott?[3] geschrieben hatte. Hier setzte Zimmer den Gedichttitel „An Zimmern“ über seine Abschrift. Eduard Mörike kopierte das zweite Gedicht mehrfach und brachte es 1863 in Freya, Illustrirte Blätter für die gebildete Welt zuerst gedruckt heraus.[4]

## Texte
Die Texte sind der von Fredrich Beissner, Adolf Beck und Ute Oelmann (* 1949) herausgegebenen historisch-kritischen Stuttgarter Ausgabe entnommen. Die „Leseausgaben“ von Michael Knaupp und Jochen Schmidt bieten geringfügig abweichende Texte.
- Das erste Gedicht lautet im Dokumentband 7, 2 der StuttgarterAusgabe im Kontext des Zimmerschen Briefs vom 19. April 1812:[6]

„Hochgeehriste Frau Kammerrathe!
Bey Ihren lieben Hölderle, ist eine sehr wichtige veränderung eingetretten <...>. Sein dichterischer Geist zeigt Sich noch immer thätig, so sah Er bey mir eine Zeichnung von einem Tempel Er sagte mir ich solte einen von Holz so machen, ich vesetze Ihm drauf daß ich um Brod arbeiten müßte, ich sey nicht so glüklich so in Philosofischer ruhe zu leben wie Er, gleich versetze Er, Ach ich bin doch ein armer Mensch, und in der nehmlichen Minute schrieb Er mir folgenden Vers mit Bleistift auf ein Brett
Die Linien des Lebens sind Verschieden
Wie Wege sind, und wie der Berge Gränzen.
Was Hir wir sind, kan dort ein Gott ergänzen
Mit Harmonien und ewigem Lohn und Frieden.
<...> In ansehung seiner verpflegung dürfen Sie ganz beruhig sein.
<...> Ihr gehorsamer Dinner Ernst Zimmer.“

Im Gedichtband 2, 1 der Stuttgarter Ausgabe ist das Gedicht aus Zimmers Schreibung in Hölderlins Orthographie überführt.
- Dem zweiten Gedicht stellt Mörike in der Freya eine Einleitung voran:

„[Das Gedicht] ist an den wackern Tischler Zimmer zu Tübingen gerichtet, in dessen Hause Hölderlin so viele Jahre im Zustande des Irrsinns verbrachte.
Der Dichter suchte diesen Versen, dem Manne zu gefallen, dem sie gewidmet sind, ein möglichst individuelles Gepräge dadurch zu geben, daß einerseits auf dessen landwirthschaftlichen Besitz, die liebevolle Pflege seines Weinbergs, andererseits auf seine Handwerksgeschicklichkeit angespielt wird, und es macht einen komisch-rührenden Eindruck, zu sehen, wie er, der bekanntlich in der altgriechischen Welt lebte und webte, auch diese Aufgabe mit Herbeiziehung des Dädalus, jenes hochberühmten mythischen Künstlers, dem unter Anderem die Erfindung der Säge und des Bohrers zugeschrieben wird, in seiner gewohnten, feierlich idealischen Weise behandelt.
An Zimmern
Von einem Menschen sag ich, wenn der ist gut
Und weise, was bedarf er? Ist irgend eins
Das einer Seele gnüget? ist ein Halm, ist
Eine gereifteste Reb’ auf Erden
Gewachsen, die ihn nähre? Der Sinn ist deß
Also. Ein Freund ist oft die Geliebte, viel
Die Kunst. O Theurer, dir sag ich die Wahrheit.
Dädalus Geist und des Walds ist deiner.“

Mörikes Fassung in der Freya weicht von der hier wiedergegebenen im Gedichtband 2,
1 der Stuttgarter Ausgabe geringfügig ab.

## Kommentar
Die Gedichte aus Hölderlins Jahren bei der Familie Zimmer werden meist als „Späteste Gedichte“ oder „Turmgedichte“ zusammengefasst. In der Stuttgarter Ausgabe sind es achtundvierzig. Dem 19. und der ersten Hälfte des 20. Jahrhunderts – mit Ausnahme Gustav Schwabs – galten sie lediglich als Produkte eines Geisteskranken, bestenfalls medizinisch-psychiatrisch interessant und ohne Kunstcharakter. Mörike schrieb 1838: „Ich habe dieser Tage einen Rummel Hölderlinischer Papiere erhalten, meist unlesbares, äußerst mattes Zeug.“ Diese Einstellung änderte sich mit einem Aufsatz Bernhard Böschensteins im Hölderlin-Jahrbuch 1965/1966. Böschenstein und die Forschung nach ihm unterscheiden eine frühere Gruppe vor von einer späteren Gruppe ab 1838.
Die 27 Gedichte der späteren Gruppe, beginnend mit Der Frühling (Es kommt der neue Tag aus fernen Höhn herunter ...) sind oft mit einem fiktiven Datum (im genannten Gedicht „d:3ten März 1648“) und dem fingierten Namen „Scardanelli“ unterschrieben. Sie sind seltsam unlebendig, mit stereotypen Titeln, siebenmal Der Frühling, sechsmal „Der Winter“ oder „Winter“. Die Antike ist aus ihnen verschwunden, die Wörter „Gott“ und „ich“ kommen nicht mehr vor. Die Fähigkeit, bei konkretem menschlichen Leben zu verweilen, ist verloren. Mensch und Natur befinden sich, Gedicht für Gedicht, in spannungslosem Einklang. „Aber wenn etwas an diesen Gedichten auf Krankheit weist, so ist es die gleichmäßige Wiederkehr solcher Bestätigung. Sie ist Zeichen äußerster Selbstentfremdung.“
Anders die frühere Gruppe, so exemplarisch die beiden Gedichte An Zimmern. Es spricht ein „Ich“. Mit Dädalus wird die Antike zitiert. Dem Ich steht „Gott“ gegenüber. Menschliche Gefühle sind prominent präsent. Hölderlin verweilt bei konkretem menschlichen Leben.
- Das erste Gedicht, berühmte, ergreifende Verse[11] in fünffüßigen Jamben mit einem umarmenden Reim, antwortet einfühlsam auf Ernst Zimmers Einwurf, er, Zimmer, lebe nicht in so glücklicher philosophischer Ruhe wie Hölderlin. Hölderlin schrieb die vier Zeilen, typisch für diese Jahre, in kürzester Zeit. Im Brief an einen Unbekannten vom 22. Dezember 1835 berichtet Zimmer: „Daß Gedicht, daß beifolgt, hat er in 12 Minuten nidergeschrieben, ich foderde ihn dazu auf mir auch wieder etwas zu schreiben, er machte nur daß Fenster auf, that einen Blick ins Freue, und in 12 Minuten war es fertig.[12]“

- Das Eingehen des Dichters auf den Weinbergbesitzer und Schreiber Zimmer im zweiten Gedicht, in alkäischem Versmaß mit überschüssigen Silben in den dritten Zeilen, hat Mörike interpretiert. Nach Cyrus Atabay fragt Hölderlin, was der Seele auf ihrer Reise genügen könnte. In einem Antwortversuch wird das flüchtigste irdische Gewächs, das Gras (Ps 90,5 EU), der Rebe als Merkmal fortgeschrittener menschlicher Kultur gegenübergestellt. Liebe und Freundschaft vermögen viel, ebenso die Kunst. „Bis zu seinem Tod, über drei Jahrzehnte, lebte Hölderlin in der Gemeinschaft des Schreinermeisters Zimmer und seiner Familie, ein Zusammensein, an dem gewiß auch die Duldsamkeit und das Schweigen ihren Anteil hatten: dort Dädalus, der Handwerker, der mit Holz und Hobel arbeitete, und hier der Dichter, der im Gesang sein Asyl fand.“